# مارون (رودخانه)

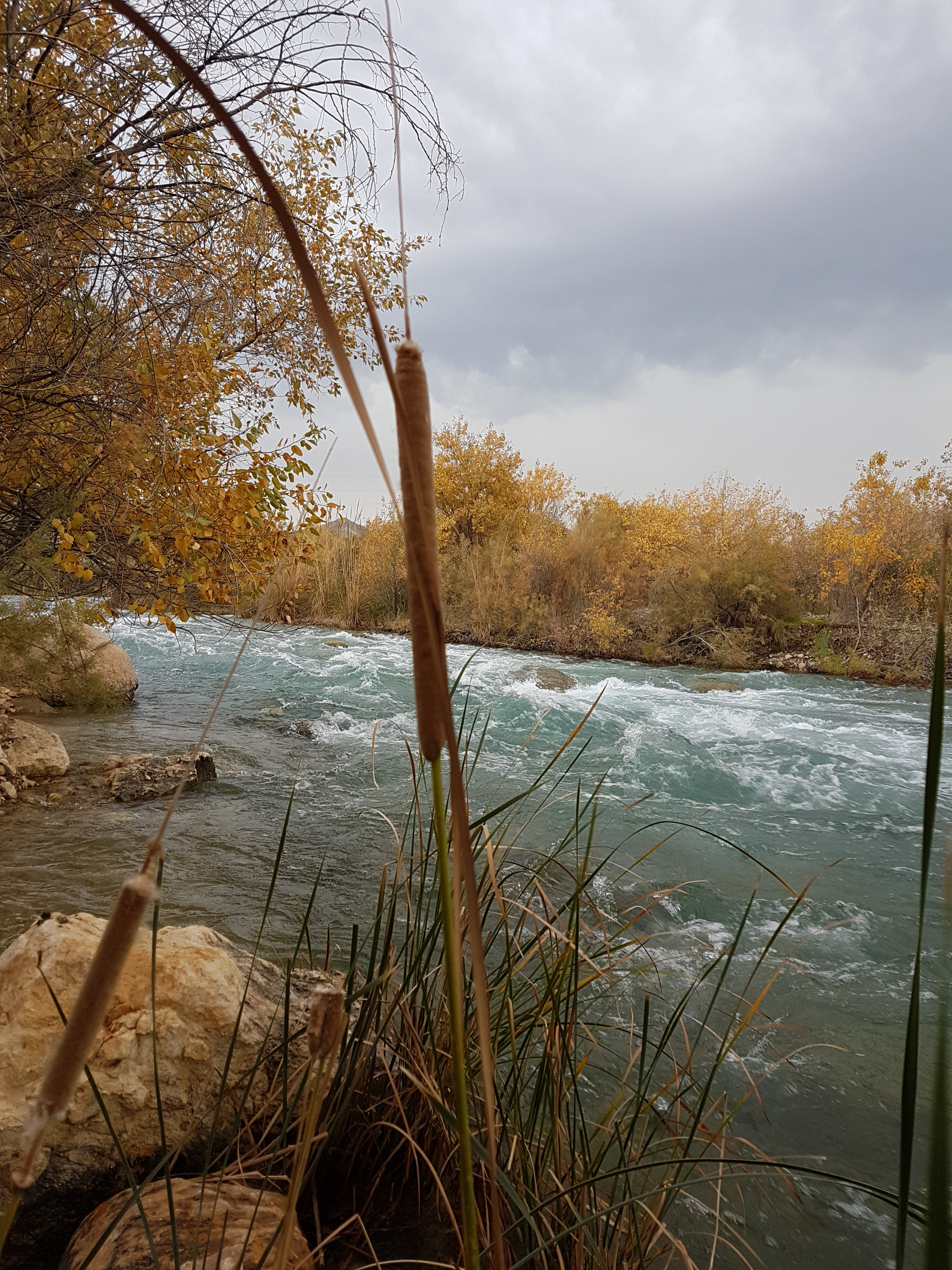
رودخانه مارون در بهبهان

مارون، رودخانه‌ای که از رشته کوه زاگرس در استان کهگیلویه و بویراحمد سرچشمه می‌گیرد و در استان خوزستان جریان می‌یابد. سرانجام با نام رود جراحی به تالاب شادگان و در فصل‌های پرآب به خلیج فارس می‌ریزد.
رود مارون با جریان آب حدود ۷۰ مترمکعب بر ثانیه در ارتفاع بالای ۸۰۰ متر، از کوه‌های شهرستان کهگیلویه در ارتفاع ۳۰۰۰ متری سرچشمه و بعد از گذر از منطقه دشمن زیاری و پیوستن چند رودخانه کوچکتر  ازجمله *موگرمون* به این رودخانه از کنار شهر *لنده*(طیبی) عبور می‌کند

## پیشینه
نام اصلی و قدیمی رودخانه مارون، «تاب» است و در بیشتر منابع جغرافیایی نام آن ذکر شده‌است. رودخانه تاب، سرحد جغرافیایی استان‌های فارس و خوزستان بوده، ولی امروز از میانهٔ خاک کهگیلویه و بویراحمد، روستای آبریز و زیرنا، در منطقه دشمن زیاری سرچشمه می‌گیرد و پس از عبور از روستاهای سه گدار ، چم مورد ، گاودانه ، قلعه گل ، برآفتاب ، قلعه دختر و کلات دشمن زیاری، وارد ایدنک شده و سپس از شهرستان‌های بهبهان و آغاجاری در استان خوزستان نیز گذر می‌کند. رودخانه تاب در حدود سده ۱۳ هجری به استناد نوشته فارسنامه ناصری، به رودخانه مارون تغییر نام یافت. رود مارون از کوه‌های نیر و چشمه‌سارهای دامنه کوه‌های سادات از رشته کوه زاگرس سرچشمه گرفته و پس از طی مسافت ۱۲۰ کیلومتر به دریاچه سد مارون می‌رسد و از طریق تنگ‌تکاب وارد دشت بهبهان می‌شود و توسط سد انحرافی شهدا و شبکه آبیاری بهبهان، دشت بهبهان و سپس از طریق سد انحرافی جایزان، دشت جایزان را مشروب نموده و در محلی به نام قلعه شیخ، پس از دریافت رود اعلا در رامهرمز، نام جراحی به خود گرفته و به تالاب شادگان (دورق) می‌ریزد. این رود در مواقع پرآبی از طریق خورموسی وارد خلیج فارس می‌شود.

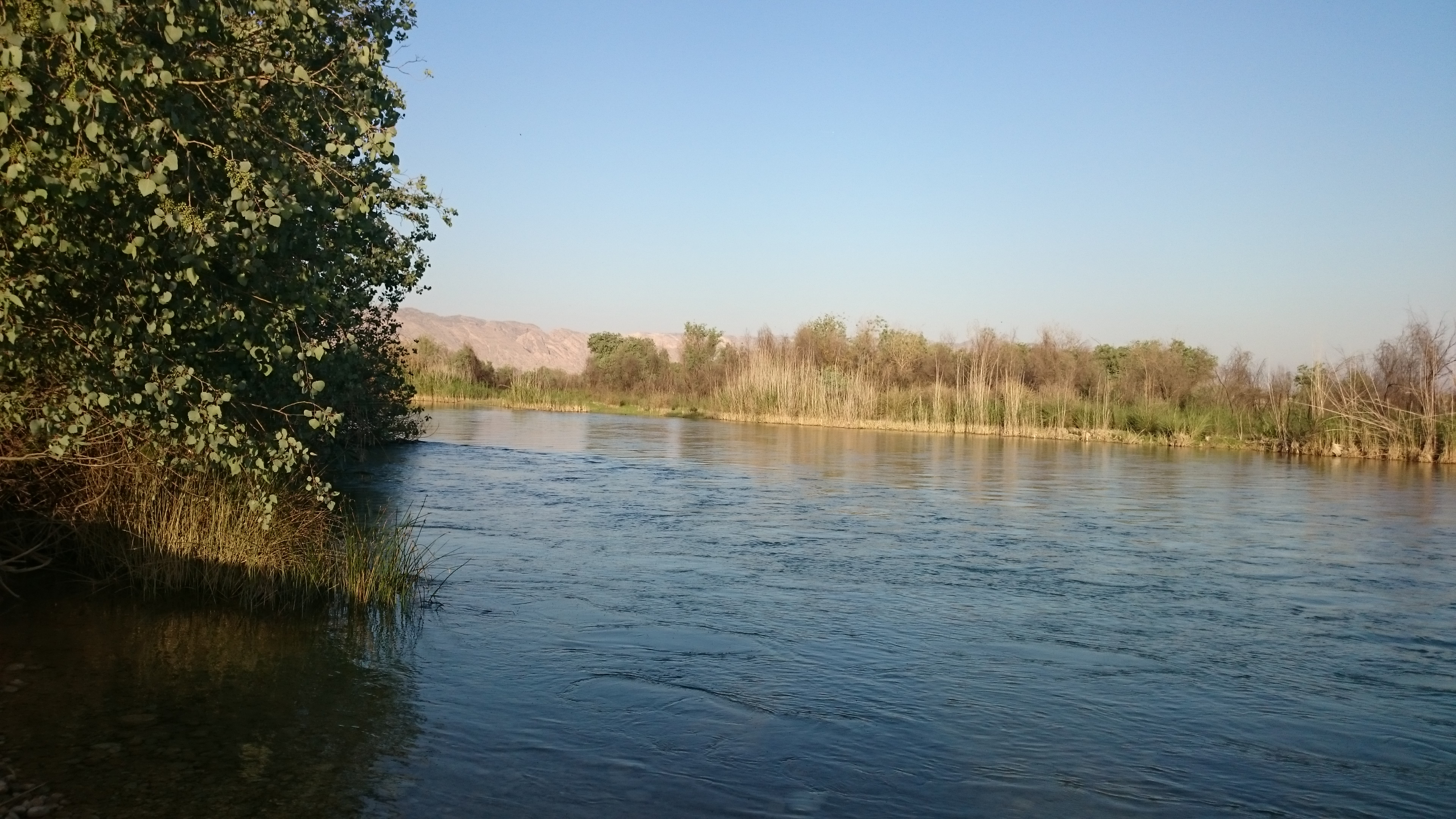
رودخانه مارون در بهبهان

آب رود مارون در بالادست از کیفیت بسیار خوبی برخوردار است و در قسمت‌های پایین‌دست به ایدنک (روستایی در نزدیکی لنده) به بعد و تا قبل از ورود به دشت بهبهان، به واسطه عبور از لایه‌های گچی و نمکی، دریافت شاخه‌های شور و پس از آن به علت گرما و تبخیر زیاد، کیفیت نامطلوبی پیدا می‌کند. علی‌رغم متفاوت بودن کیفیت آب، رود مارون نقش اساسی در پیدایش حیات جوامع روستایی در حاشیه مسیر عبور خود داشته‌است و این امر سبب به وجود آمدن شهرهای نسبتاً بزرگی مانند بهبهان، رامشیر (خلف آباد) و شادگان (دورق) شده‌است.

## مشخصات جغرافیایی

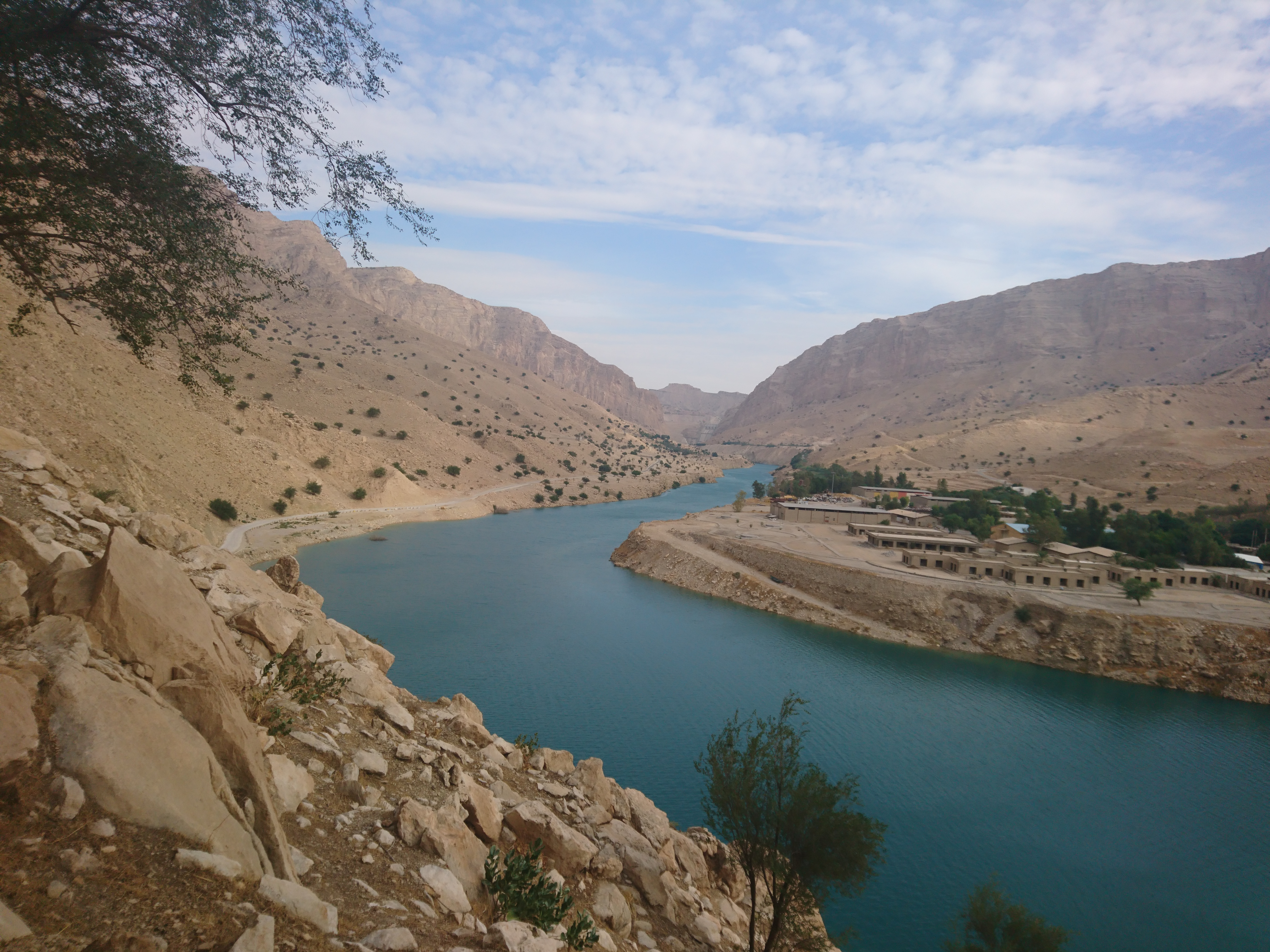
دریاچه سد تنظیمی آریوبرزن رود مارون، تنگ‌تکاب بهبهان

رودخانه مارون چندین سرچشمه دارد، که بخش اعظم آن از بلندی‌های سفید کوه در فاصله ۲ کیلومتری از روستای تراب و سرشاخه دیگر آن از ارتفاعات کوه سیاه در استان کهگیلویه و بویراحمد سرچشمه می‌گیرد. حوضه آبریز مارون، مناطق غربی بویراحمد سفلی و قسمت اعظم طیبی و دشمن زیاری را در بر می‌گیرد. این رود پس از عبور از دم لوداب، وارد مناطق دشمن زیاری و سپس روستای تراب از بخش لنده می‌شود.پل بزرگ و راه ارتباطی در روستای تراب و برروی رودخانه مارون بنا شده است.در مسیر خود نیز چندین شعبه را دریافت می‌کند و پس از عبور از میان سوق و لنده از آخرین نقطه کهگیلویه به نام تنگ تکاب می‌گذرد و به سمت بهبهان و اهواز در استان خوزستان جریان می‌یابد و به نام رود جراحی به خلیج‌فارس می‌ریزد.

## سد مارون

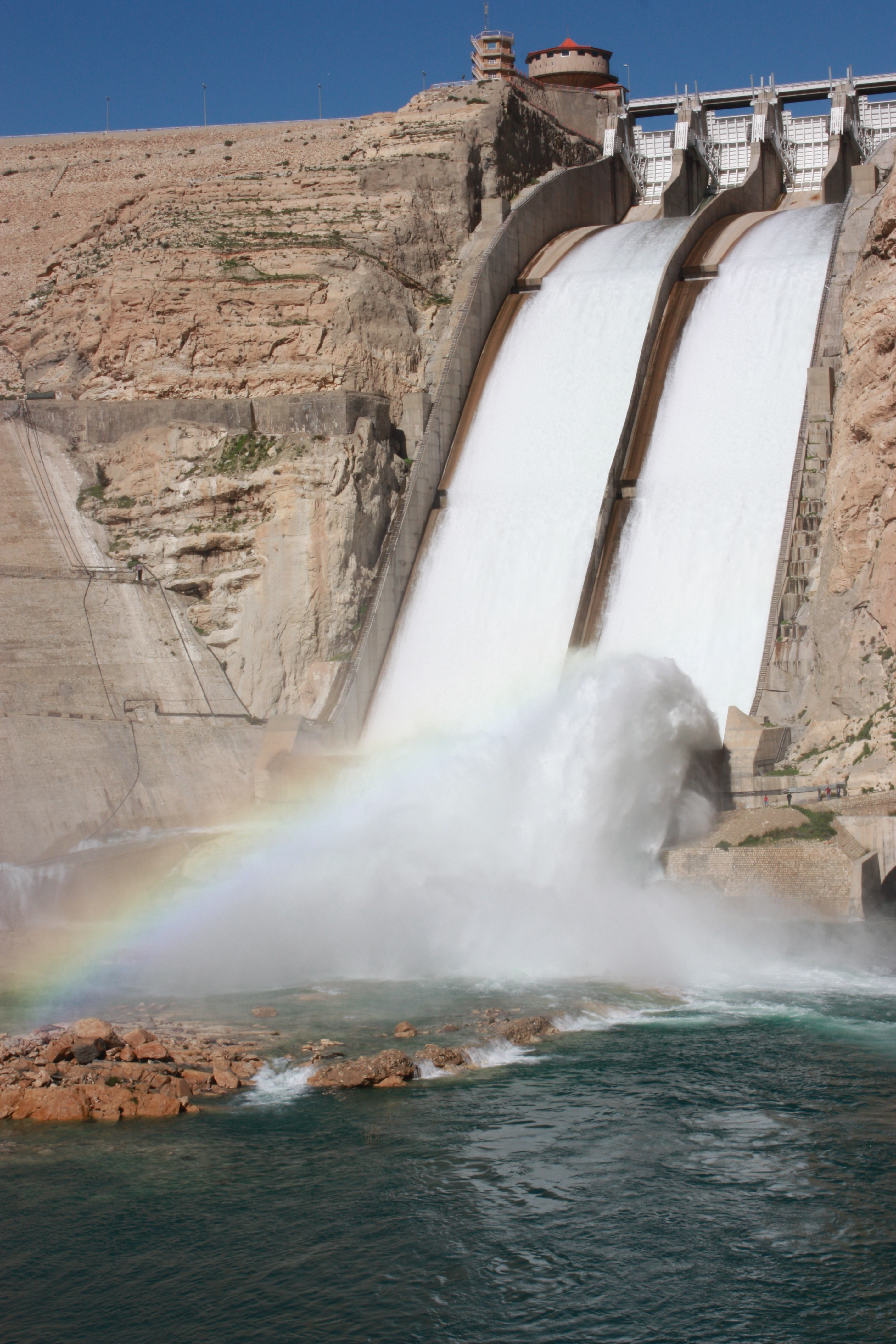
سد مارون بهبهان

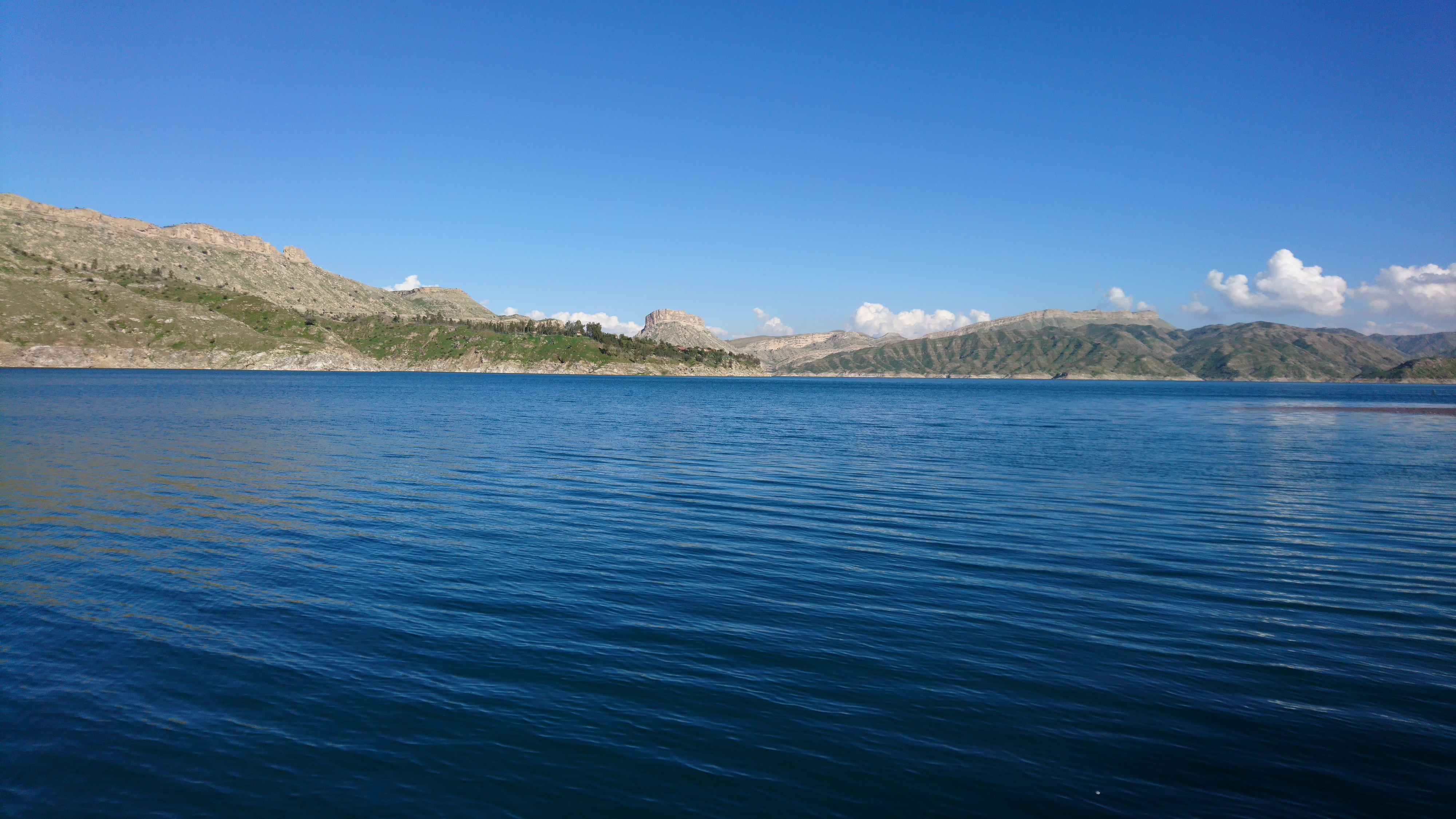
دریاچه سد مارون بهبهان

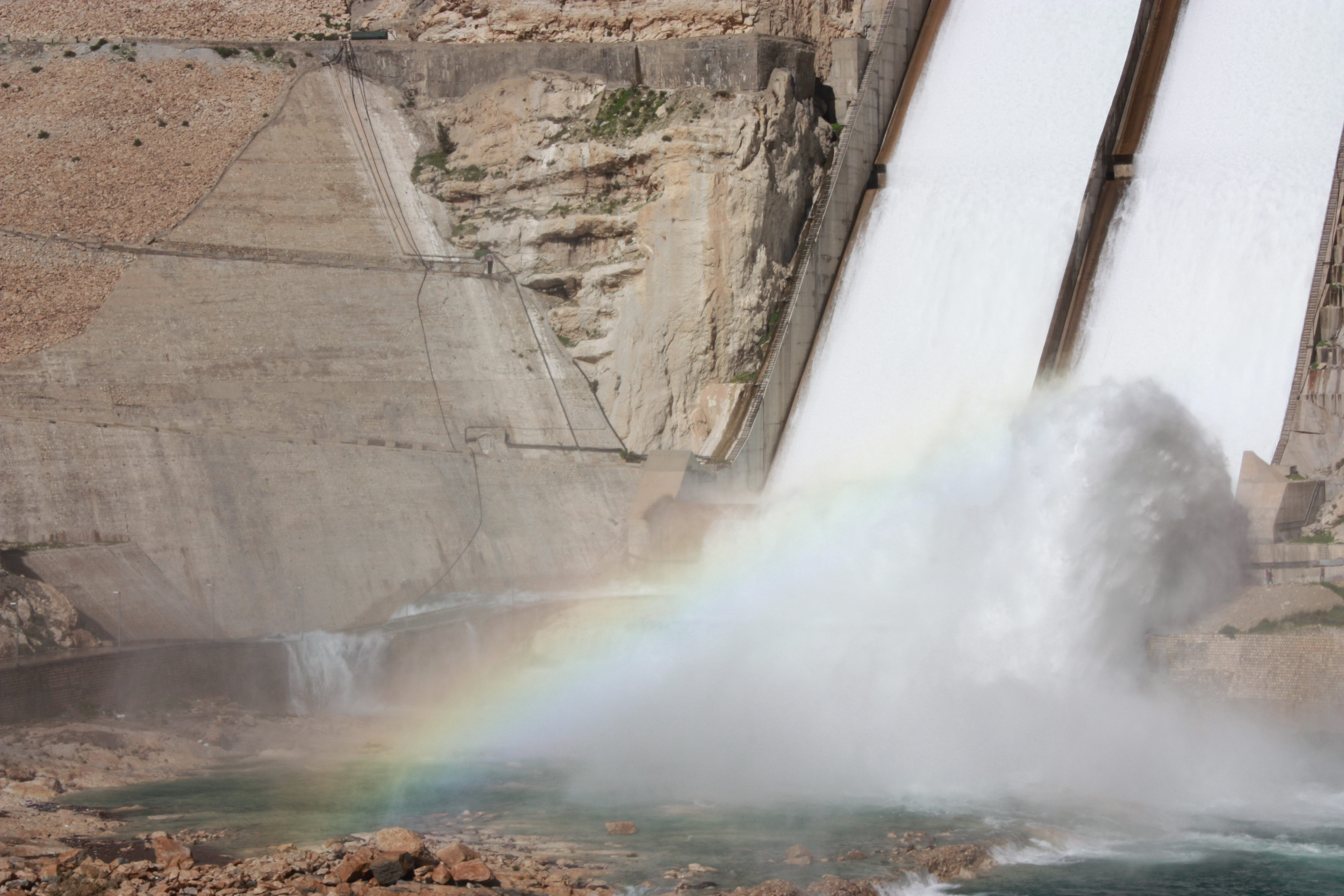
رنگین‌کمان سرریز سد مارون بهبهان

سد مارون با ابعاد ۳۴۰ متر طول و ۱۷۵ متر ارتفاع، بر روی رودخانه مارون و در فاصله ۱۵ کیلومتری از شمال بهبهان، در استان خوزستان است، ظرفیت ژنراتور نصب‌شده بر روی آن ۱۵۰ مگاوات بوده همچنین این سد آب مورد نیاز کشاورزی را تأمین می‌کند. سد تنظیمی کوچک‌تری به‌نام مارون۲ نیز در پایین‌دست این رودخانه طراحی و اجرا شده‌است. رودخانه مارون در محلی به‌نام جم‌صبی وارد دشت خوزستان می‌شود. رود جراحی از تلاقی این رود و رود اعلا، در محلی به نام چم هاشم به وجود می‌آید. این سد در سال‌های اخیر مشکلات زیادی برای حوزه پایین دست رودخانه جراحی ایجاد کرده به‌طوری‌که باعث کمبود آب زراعی در شادگان و ازبین رفتن هزاران اصله نخل و زمین‌های زراعی شده‌است همچنین سبب قطع حقابه تالاب شادگان و پیشروی آب شور دریا به سمت تالاب و در نتیجه نابودی نخلستان‌ها شده‌است.